# Danh sách giải thưởng và đề cử của Apink
Dưới đây là danh sách các giải thưởng và đề cử của Apink - một nhóm nữ Hàn Quốc.
Nhóm ra mắt lần đầu tiên, vào ngày 21 tháng 4 năm 2011, với bài hát "Mollayo" (몰라요; "I Don't Know") trích từ mini-album đầu tiên Seven Springs of Apink, trong chương trình Mnet's M! Countdown. Nhóm đã giành được nhiều giải thưởng dành cho các nhóm nhạc mới như Golden Disk Awards lần thứ 26, Seoul Music Awards lần thứ 21 và Mnet Asian Music Awards lần thứ 13. Chương trình âm nhạc đầu tiên mà A Pink giành thắng lợi là M! Countdown vào ngày 5 tháng 1 năm 2012 cho ca khúc "My My" nằm trong mini-album thứ 2, Snow Pink. Kể từ khi ra mắt đến nay nhóm đã đạt hơn 100 giải thưởng từ lớn đến bé và các music shows.

## Giải thưởng và đề cử

### Mnet Asian Music Awards
| Năm  | Hạng mục                                     | Đề cử  | Kết quả   | Ref   |
| ---- | -------------------------------------------- | ------ | --------- | ----- |
| 2011 | Nghệ sĩ nữ mới của năm                       | Apink  | Đoạt giải | [ 1 ] |
| 2013 | Ngôi sao toàn cầu mới                        | Apink  | Đoạt giải | [ 2 ] |
| 2014 | Nhóm nhạc nữ xuất sắc nhất                   | Apink  | Đề cử     | [ 3 ] |
| 2014 | Nghệ sĩ của năm                              | Apink  | Đề cử     | [ 3 ] |
| 2015 | Nhóm nhạc nữ xuất sắc nhất                   | Apink  | Đề cử     | [ 4 ] |
| 2015 | Nghệ sĩ của năm                              | Apink  | Đề cử     | [ 4 ] |
| 2017 | Nhóm nhạc nữ trình diễn vũ đạo xuất sắc nhất | "FIVE" | Đề cử     | [ 5 ] |
| 2017 | Bài hát của năm                              | "FIVE" | Đề cử     | [ 5 ] |

### MelOn Music Awards
| Năm  | Hạng mục                                  | Đề cử               | Kết quả   | Ref   |
| ---- | ----------------------------------------- | ------------------- | --------- | ----- |
| 2014 | Bài hát của năm                           | "Mr.Chu (On Stage)" | Đề cử     | [ 6 ] |
| 2014 | Video âm nhạc xuất sắc nhất               | "Mr.Chu (On Stage)" | Đề cử     | [ 6 ] |
| 2014 | Nghệ sĩ nhạc dance nữ xuất sắc nhất       | "Mr.Chu (On Stage)" | Đoạt giải | [ 6 ] |
| 2015 | Top 10 nghệ sĩ                            | Apink               | Đoạt giải | [ 6 ] |
| 2015 | Bài hát hay nhất                          | "Luv"               | Đề cử     | [ 6 ] |
| 2015 | Giải thưởng phổ biến trong cộng đồng mạng | "Remember"          | Đề cử     | [ 6 ] |
| 2015 | Album xuất sắc nhất                       | Pink Luv            | Đề cử     |       |
| 2018 | Top 10 nghệ sĩ                            | Apink               | Đoạt giải |       |
| 2020 | Top 10 Nghệ sĩ                            | Apink               | Đề cử     |       |
| 2020 | Netizen Popularity Award                  | Apink               | Đề cử     |       |

### MTV Best Of the Best
| Năm  | Hạng mục                       | Đề cử | Kết quả   | Ref |
| ---- | ------------------------------ | ----- | --------- | --- |
| 2011 | Nghệ sĩ mới của năm            | Apink | Đề cử     |     |
| 2012 | Video âm nhạc nữ xuất sắc nhất | Apink | Đoạt giải |     |
| 2014 | Nhóm nhạc nữ xuất sắc nhất     | Apink | Đoạt giải |     |
| 2014 | Thể loại nhạc xuất sắc nhất    | Apink | Đề cử     |     |

### Seoul Music Awards
| Năm  | Hạng mục                                 | Đề cử         | Kết quả   | Ref           |
| ---- | ---------------------------------------- | ------------- | --------- | ------------- |
| 2012 | Nghệ sĩ mới của năm                      | Apink         | Đoạt giải | [ 1 ]         |
| 2013 | Nghệ sĩ được yêu thích nhất              | Apink         | Đề cử     |               |
| 2013 | Giải Bonsang                             | "Hush"        | Đề cử     |               |
| 2014 | Nghệ sĩ được yêu thích nhất              | Apink         | Đề cử     |               |
| 2014 | Giải Bonsang                             | "NoNoNo"      | Đoạt giải | [ 7 ]         |
| 2015 | Nghệ sĩ được yêu thích nhất              | Apink         | Đề cử     | [ 8 ]         |
| 2015 | Giải thưởng Hallyu                       | Apink         | Đề cử     | [ 8 ]         |
| 2015 | Giải Bonsang                             | "Mr. Chu"     | Đoạt giải | [ 8 ]         |
| 2016 | Nghệ sĩ được yêu thích nhất              | Apink         | Đề cử     |               |
| 2016 | Giải Bonsang                             | "Remember"    | Đoạt giải |               |
| 2019 | Bonsang Award                            | "I'm So Sick" | Đề cử     | [ 9 ]         |
| 2019 | Popularity Award                         | Apink         | Đề cử     | [ 9 ]         |
| 2019 | Hallyu Special Award                     | Apink         | Đề cử     | [ 9 ]         |
| 2020 | Popularity Award                         | Apink         | Đề cử     | [ 10 ] [ 11 ] |
| 2020 | Hallyu Special Award                     | Apink         | Đề cử     | [ 10 ] [ 11 ] |
| 2020 | QQ Music Most Popular K-Pop Artist Award | Apink         | Đề cử     | [ 10 ] [ 11 ] |

### Golden Disc Awards
| Năm  | Hạng mục                                   | Đề cử                | Kết quả   | Ref    |
| ---- | ------------------------------------------ | -------------------- | --------- | ------ |
| 2012 | Nghệ sĩ mới của năm                        | Apink                | Đoạt giải | [ 1 ]  |
| 2014 | Nghệ sĩ được yêu thích nhất                | Apink                | Đề cử     |        |
| 2014 | Bonsang đĩa cứng                           | Secret Garden        | Đề cử     | [ 12 ] |
| 2014 | Bonsang kỹ thuật số                        | "NoNoNo"             | Đoạt giải | [ 13 ] |
| 2015 | Bonsang đĩa cứng                           | Pink Blossom         | Đoạt giải | [ 14 ] |
| 2015 | Bonsang kỹ thuật số                        | "Mr. Chu (On Stage)" | Đề cử     |        |
| 2015 | Nghệ sĩ nữ có màn trình diễn xuất sắc nhất | Apink                | Đoạt giải | [ 14 ] |
| 2016 | Bonsang kỹ thuật số                        | "Remember"           | Đề cử     |        |
| 2016 | Bonsang đĩa cứng                           | Pink Memory          | Đoạt giải |        |
| 2016 | Nghệ sĩ được yêu thích nhất (Hàn Quốc)     | Apink                | Đề cử     |        |
| 2016 | Nghệ sĩ được yêu thích nhất (Toàn cầu)     | Apink                | Đề cử     |        |
| 2018 | Disk Bonsang                               | Pink Up              | Đề cử     | [ 15 ] |
| 2018 | Popularity Award                           | Apink                | Đề cử     | [ 16 ] |
| 2019 | Digital Bonsang                            | "I'm So Sick"        | Đề cử     |        |
| 2019 | Popularity Award                           | Apink                | Đề cử     |        |
| 2019 | NetEase Most Popular K-pop Star            | Apink                | Đề cử     |        |
| 2020 | Best Digital Song                          | Apink                |           |        |

### Bugs Music Awards
| Năm  | Hạng mục           | Đề cử | Kết quả   | Ref    |
| ---- | ------------------ | ----- | --------- | ------ |
| 2011 | Nghệ sĩ mới        | Apink | Đề cử     | [ 17 ] |
| 2014 | Nghệ sĩ nữ của năm | Apink | Đoạt giải | [ 18 ] |

### Gaon Chart Music Awards
| Năm  | Hạng mục                   | Đề cử                | Kết quả   | Ref    |
| ---- | -------------------------- | -------------------- | --------- | ------ |
| 2012 | Nhóm nhạc mới của năm      | Apink                | Đoạt giải | [ 19 ] |
| 2013 | Giải thưởng độ nổi tiếng   | Apink                | Đoạt giải | [ 20 ] |
| 2014 | Màn trình diễn của năm     | Apink                | Đoạt giải | [ 21 ] |
| 2015 | Bài hát của năm (tháng 4)  | "Mr. Chu (On Stage)" | Đề cử     | [ 22 ] |
| 2015 | Bài hát của năm (tháng 12) | "Luv"                | Đoạt giải | [ 22 ] |
| 2017 | Bài hát của năm (tháng 9)  | "Only One"           | Đề cử     |        |

### World Music Awards
| Năm  | Hạng mục                          | Đề cử | Kết quả | Ref |
| ---- | --------------------------------- | ----- | ------- | --- |
| 2014 | Nhóm nhạc xuất sắc nhất           | Apink | Đề cử   |     |
| 2014 | Màn trình diễn live xuất sắc nhất | Apink | Đề cử   |     |

### Korean Entertainment Art Awards
| Năm  | Hạng mục                   | Đề cử | Kết quả   | Ref    |
| ---- | -------------------------- | ----- | --------- | ------ |
| 2014 | Giải thưởng cộng đồng mạng | Apink | Đoạt giải |        |
| 2015 | Nhóm nhạc nữ xuất sắc nhất | Apink | Đoạt giải | [ 23 ] |

### Soribada Best K-Music Awards
| Năm  | Hạng mục                  | Đề cử | Kết quả | Ref. |
| ---- | ------------------------- | ----- | ------- | ---- |
| 2017 | Bonsang Award             | Apink | Đề cử   |      |
| 2018 | Popularity Award (Female) | Apink | Đề cử   |      |
| 2019 | Bonsang Award             | Apink | Đề cử   |      |
| 2019 | Popularity Award (Female) | Apink | Đề cử   |      |
| 2020 | Bonsang Award             | Apink | Đề cử   |      |
| 2020 | Popularity Award (Female) | Apink | Đề cử   |      |

### Các giải thưởng khác
| Năm  | Giải thưởng                          | Hạng mục                   | Kết quả   | Ref    |
| ---- | ------------------------------------ | -------------------------- | --------- | ------ |
| 2011 | Korean Culture Entertainment Awards  | Nhóm nhạc mới của năm      | Đoạt giải | [ 1 ]  |
| 2012 | 7th Asia Model Festival Awards       | Nghệ sĩ mới                | Đoạt giải | [ 24 ] |
| 2013 | Korean Culture Entertainment Awards  | Top 10 nhóm nhạc           | Đoạt giải |        |
| 2014 | 1st Military Chart Award             | Nhóm nhạc nữ xuất sắc nhất | Đoạt giải |        |
| 2014 | SBS Award Festival                   | Top 10 nghệ sĩ             | Đoạt giải |        |
| 2015 | 3rd European K-POP/J-POP Music Award | Vũ đạo xuất sắc nhất       | Đoạt giải |        |
| 2015 | 29th Japan Gold Disc Award           | Top 3 nghệ sĩ mới (Châu Á) | Đoạt giải | [ 25 ] |
| 2015 | Korean Culture Entertainment Awards  | Top 10 nhóm nhạc           | Đoạt giải |        |
| 2015 | Seoul Embassies Day Awards           | Giải thưởng Hanbit         | Đoạt giải | [ 26 ] |
| 2016 | KKBOX Music Awards                   | Giải thưởng đặc biệt       | Đoạt giải | [ 27 ] |
| 2017 | V LIVE Top 10 Awards                 | Top 10 nghệ sĩ toàn cầu    | Đoạt giải |        |
| 2018 | 2017 Fandom School Awards            | Nhóm nhạc nữ xuất sắc nhất | Đoạt giải |        |

## Chương trình âm nhạc

### Music Bank
| Năm  | Ngày        | Bài hát       |
| ---- | ----------- | ------------- |
| 2013 | 19 tháng 7  | "No No No"    |
| 2014 | 11 tháng 4  | "Mr. Chu"     |
| 2014 | 5 tháng 12  | "Luv"         |
| 2014 | 12 tháng 12 | "Luv"         |
| 2014 | 19 tháng 12 | "Luv"         |
| 2014 | 26 tháng 12 | "Luv"         |
| 2015 | 31 tháng 7  | "Remember"    |
| 2018 | 13 tháng 7  | "I'm so sick" |
| 2020 | 24 tháng 4  | "Dumhdurum"   |

### Show! Music Core
| Năm  | Ngày        | Bài hát     |
| ---- | ----------- | ----------- |
| 2014 | 12 tháng 4  | "Mr. Chu"   |
| 2014 | 6 tháng 12  | "Luv"       |
| 2014 | 13 tháng 12 | "Luv"       |
| 2014 | 20 tháng 12 | "Luv"       |
| 2015 | 3 tháng 1   | "Luv"       |
| 2015 | 10 tháng 1  | "Luv"       |
| 2017 | 8 tháng 7   | "Five"      |
| 2017 | 15 tháng 7  | "Five"      |
| 2020 | 25 tháng 4  | "Dumhdurum" |
| 2020 | 2 tháng 5   | "Dumhdurum" |

### Inkigayo
| Năm  | Ngày        | Bài hát          |
| ---- | ----------- | ---------------- |
| 2014 | 13 tháng 4  | "Mr. Chu"        |
| 2014 | 7 tháng 12  | "Luv"            |
| 2014 | 14 tháng 12 | "Luv"            |
| 2014 | 28 tháng 12 | "Luv"            |
| 2018 | 15 tháng 7  | "I'm so sick"    |
| 2019 | 20 tháng 1  | "Eung Eung (%%)" |
| 2020 | 26 tháng 4  | "Dumhdurum"      |
| 2020 | 03 tháng 5  | "Dumhdurum"      |

### M Countdown
| Năm  | Ngày        | Bài hát          |
| ---- | ----------- | ---------------- |
| 2012 | 5 tháng 1   | "My My"          |
| 2014 | 10 tháng 4  | "Mr. Chu"        |
| 2014 | 8 tháng 5   | "Mr. Chu"        |
| 2014 | 18 tháng 12 | "Luv"            |
| 2014 | 25 tháng 12 | "Luv"            |
| 2015 | 30 tháng 7  | "Remember"       |
| 2019 | 17 tháng 1  | "Eung Eung (%%)" |
| 2020 | 23 tháng 4  | "Dumhdurum"      |

### The Show
| Năm  | Ngày        | Bài hát       |
| ---- | ----------- | ------------- |
| 2014 | 2 tháng 12  | "Luv"         |
| 2014 | 9 tháng 12  | "Luv"         |
| 2014 | 16 tháng 12 | "Luv"         |
| 2017 | 4 tháng 7   | "Five"        |
| 2017 | 11 tháng 7  | "Five"        |
| 2018 | 10 tháng 7  | "I'm so sick" |
| 2018 | 17 tháng 7  | "I'm so sick" |
| 2020 | 21 tháng 4  | "Dumhdurum"   |
| 2022 | 22 tháng 2  | "Dilemma"     |

### Show Champion
| Năm  | Ngày       | Bài hát          |
| ---- | ---------- | ---------------- |
| 2013 | 17 tháng 7 | "No No No"       |
| 2014 | 9 tháng 4  | "Mr. Chu"        |
| 2015 | 29 tháng 7 | "Remember"       |
| 2017 | 5 tháng 7  | "Five"           |
| 2017 | 12 tháng 7 | "Five"           |
| 2018 | 11 tháng 7 | "I'm so sick"    |
| 2019 | 16 tháng 1 | "Eung Eung (%%)" |
| 2020 | 22 tháng 4 | "Dumhdurum"      |